# Đeravičko jezero
Jezero Đeravica ili Đeravičko jezero (alb. Liqeni i Gjeravicës; srp. Језеро Ђеравица) je planinsko jezero na Kosovu koje se nalazi ispod vrha planine Đeravice.

## Geografija
Jezero se nalazi na oko 2,200 m nadmorske visine. Prostire se na površini od 2 ha. Najveća dužina ovog jezera je 240 m, a širina je 120 m. Najveća dubina jezera je 3.8 m. Ima oblik zuba, a iz njega izvire rijeka Erenik koja teče u Metohiju na zapadnom Kosovu. Oko 1 km zapadno se nalazi nešto manje jezero Zemra.

## Fauna
Jezero je poznato po brojnim daždevnjacima koji se hrane letećim kukcima. Jezero sadrži mnogo riba.

## Galerija
- Jezero
- Površina jezera
- Izvor rijeke Erenik

## Vanjske poveznice
|  | Zajednički poslužitelj ima još gradiva o temi Đeravičko jezero |